# Razorlight
Razorlight ist eine englische Rockband um den Sänger Johnny Borrell, dem früheren Bassisten der Libertines. Mit den Liedern America und Wire to Wire feierten sie weltweit ihre größten Erfolge.

## Geschichte
Johnny Borrell, der nach seinen Erfahrungen bei den Libertines eine eigene Band gründen wollte, rekrutierte 2002 zunächst den Schweden Björn Ågren über eine Anzeige. Wenig später wurde als nächstes Mitglied Carl Dalemo aufgenommen. Er war ebenfalls Schwede, spielte in seiner Heimat einige Zeit bei der Band „Spiral Stars“ Gitarre, und übernahm dort auch den Gesang. Für Razorlight wechselte er jedoch zum Bass. Christian Smith-Pancorvo, ein Engländer mit peruanischen Wurzeln, trat Razorlight als Schlagzeuger bei, und komplettierte somit die klassische Rockband-Besetzung.
Die Öffentlichkeit erfuhr zum ersten Mal von Razorlight, als der Moderator John Kennedy einige ihrer Demos in sein Programm einband. Im Sommer 2003 unterzeichnete die Band einen Vertrag bei den Labels Mercury Records/Universal Music und begann mit den Aufnahmen für ihr erstes Album, das der Mercury-Chef Steve Lillywhite produzieren sollte. Allerdings verließ Lillywhite das Label nach einiger Zeit, um für die Band U2 zu produzieren. Als neuer Produzent wurde John Cornfield verpflichtet. Nachdem der Schlagzeuger Christian Smith-Pancorvo zur Band Serafin seines Bruders wechselte und durch Andy Burrows ersetzt wurde, veröffentlichten Razorlight im Juni 2004 in England ihr Debütalbum Up All Night, das wenig später auch in Deutschland erschien. Es platzierte sich auf Position zwei der britischen Charts. Die Singleauskopplung Somewhere Else schaffte es Anfang 2005 bis auf Platz zwei der britischen Charts. Das Album enthält den Song ursprünglich nicht; nach dem Erfolg der Single wurde er der Neuauflage jedoch hinzufügt.
Im Juli 2006 veröffentlichte die Band die erste Singleauskopplung In the Morning ihres kurz darauf veröffentlichten zweiten Albums Razorlight. Die Single platzierte sich auf Nr. drei in den britischen Singlecharts, das Album zwei Wochen auf Nr. eins der Albumcharts. Die zweite Singleauskopplung mit dem Titel America schaffte es kurz nach ihrem Erscheinen im Oktober 2006 auf die Nr. eins der britischen Singlecharts. Die im Dezember 2006 erschienene dritte Singleauskopplung Before I Fall to Pieces erreicht Platz 17.
2008 erschien das Album Slipway Fires, dessen Lead-Single Wire to Wire zu einem internationalen Erfolg für die Band wurde. Auch das Album schaffte es in Deutschland, Österreich und Großbritannien in die Top Ten der jeweiligen Charts. Anfang März 2009 verließ der Schlagzeuger Andy Burrows die Band aus persönlichen Gründen und veröffentlichte 2010 mit seiner neuen Band I Am Arrows das Album Sun Comes Up Again. Andy David Sullivan-Kaplan, genannt „Skully“, ersetzte ihn. Nach Andy Burrows verabschiedeten sich im Januar 2011 auch Björn Agren und Carl Dalemo von der Band. Ersatz für die beiden Gründungsmitglieder waren Gus Robertson an der Gitarre und Freddie Stitz am Bass.
2014 ging Razorlight erstmals seit 2011 wieder auf Tour, jedoch ohne den Bassisten Stitz, der durch den 18-jährigen Brasilianer João Mello, einen Bandkollegen Johnny Borrells von Zazou, ersetzt wurde.
Im Juli 2024 veröffentlichte die Band die Single Scared Of Nothing und kündigte das Erscheinen eines neuen Albums mit dem Titel Planet Nowhere an.

## Konzerte

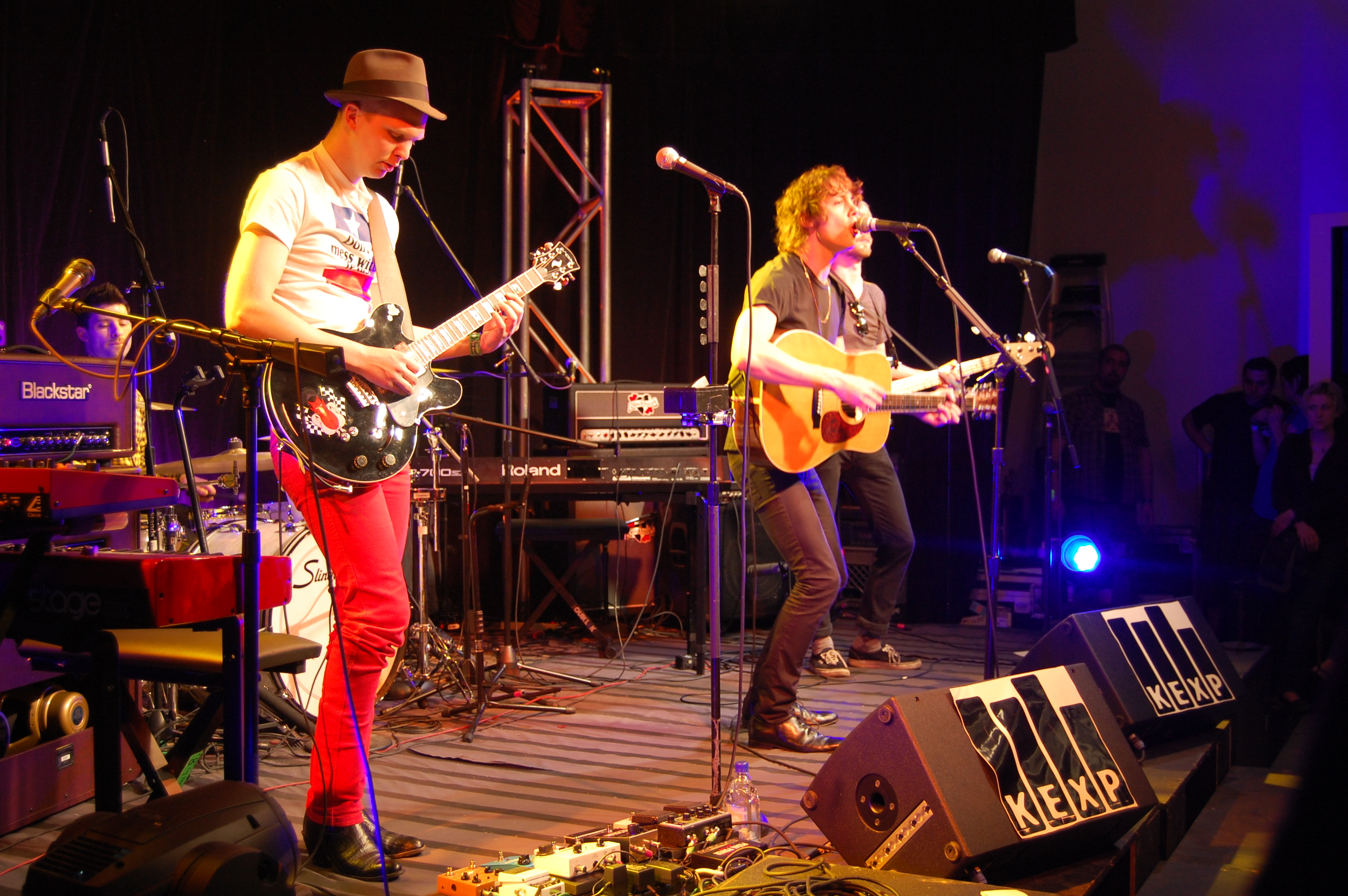
Razorlight (2009)

Live traten Razorlight in Deutschland 2006 zunächst als Vorgruppe der schwedischen Band Mando Diao und der Rolling Stones in Köln in Erscheinung. Vom 18. Januar bis 9. Februar 2007 tourten sie als Headliner mit Auftritten in Köln, München, Berlin, Hamburg, Bochum und Heidelberg durch Deutschland. Zudem nahmen Razorlight am Doppelfestival Rock am Ring/Rock im Park vom 1. bis 3. Juni 2007 teil.
2008 traten sie in Deutschland unter anderem beim Hurricane und dem Southside Festival vom 20. bis 22. Juni auf.
Außerdem spielten sie am 27. Juni 2008 bei dem 46664 – „Das Mandela Konzert“ im Londoner Hyde Park.
2009 traten sie wie im Jahr 2007 auf dem Doppelevent Rock am Ring/Rock im Park vom 5. bis 7. Juni in Deutschland auf. Unter anderem traten sie außerdem noch am 27. April in der Zeche Bochum, ebenfalls als Headliner, auf.
In der Schweiz traten sie am 26. Oktober 2010 als Vorgruppe von Ray Davies an der AVO Session auf.
Zudem traten sie am 2. Juli 2011 beim Bonner Festival Rheinkultur auf sowie am 23. Juli bei Das Fest (Karlsruhe).
2014 ging Razorlight aufgrund des zehnjährigen Jubiläums ihres Debütalbums wieder auf Tour.

## Diskografie

### Studioalben
| Jahr | Titel            | Höchstplatzierung, Gesamtwochen, AuszeichnungChartplatzierungen (Jahr, Titel, Platzierungen, Wochen, Auszeichnungen, Anmerkungen) | Höchstplatzierung, Gesamtwochen, AuszeichnungChartplatzierungen (Jahr, Titel, Platzierungen, Wochen, Auszeichnungen, Anmerkungen) | Höchstplatzierung, Gesamtwochen, AuszeichnungChartplatzierungen (Jahr, Titel, Platzierungen, Wochen, Auszeichnungen, Anmerkungen) | Höchstplatzierung, Gesamtwochen, AuszeichnungChartplatzierungen (Jahr, Titel, Platzierungen, Wochen, Auszeichnungen, Anmerkungen) | Höchstplatzierung, Gesamtwochen, AuszeichnungChartplatzierungen (Jahr, Titel, Platzierungen, Wochen, Auszeichnungen, Anmerkungen) | Anmerkungen                            |
| Jahr | Titel            | DE | AT | CH | UK | US | Anmerkungen                            |
| ---- | ---------------- | --- | --- | --- | --- | --- | -------------------------------------- |
| 2004 | Up All Night     | — | — | — | UK3 ×4Vierfachplatin · (70 Wo.)UK                                                                                                 | — | Erstveröffentlichung: 28. Juni 2004    |
| 2006 | Razorlight       | DE43 (2 Wo.)DE | AT62 (3 Wo.)AT | — | UK1 ×5Fünffachplatin · (63 Wo.)UK                                                                                                 | US180 (1 Wo.)US | Erstveröffentlichung: 17. Juli 2006    |
| 2008 | Slipway Fires    | DE4 Gold · (33 Wo.)DE | AT10 Gold · (19 Wo.)AT | CH39 (19 Wo.)CH | UK4 Gold · (9 Wo.)UK | — | Erstveröffentlichung: 3. November 2008 |
| 2018 | Olympus Sleeping | — | — | — | UK27 (1 Wo.)UK | — | Erstveröffentlichung: 26. Oktober 2018 |
| 2024 | Planet Nowhere   | — | — | — | UK68 (1 Wo.)UK | — | Erstveröffentlichung: 25. Oktober 2024 |

### Kompilationen
| Jahr | Titel                   | Höchstplatzierung, Gesamtwochen, AuszeichnungChartsChartplatzierungen (Jahr, Titel, Platzierungen, Wochen, Auszeichnungen, Anmerkungen) | Anmerkungen                            |
| Jahr | Titel                   | UK | Anmerkungen                            |
| ---- | ----------------------- | --- | -------------------------------------- |
| 2022 | Razorwhat – The Best of | UK49 (1 Wo.)UK | Erstveröffentlichung: 9. Dezember 2022 |

### Singles
| Jahr | Titel Album                                   | Höchstplatzierung, Gesamtwochen, AuszeichnungChartplatzierungen (Jahr, Titel, Album, Platzierungen, Wochen, Auszeichnungen, Anmerkungen) | Höchstplatzierung, Gesamtwochen, AuszeichnungChartplatzierungen (Jahr, Titel, Album, Platzierungen, Wochen, Auszeichnungen, Anmerkungen) | Höchstplatzierung, Gesamtwochen, AuszeichnungChartplatzierungen (Jahr, Titel, Album, Platzierungen, Wochen, Auszeichnungen, Anmerkungen) | Höchstplatzierung, Gesamtwochen, AuszeichnungChartplatzierungen (Jahr, Titel, Album, Platzierungen, Wochen, Auszeichnungen, Anmerkungen) | Anmerkungen                              |
| Jahr | Titel Album                                   | DE | AT | CH | UK | Anmerkungen                              |
| ---- | --------------------------------------------- | --- | --- | --- | --- | ---------------------------------------- |
| 2003 | Rock ’n’ Roll Lies Up All Night               | — | — | — | UK56 (1 Wo.)UK | Erstveröffentlichung: 18. August 2003    |
| 2003 | Rip It Up Up All Night                        | — | — | — | UK20 (6 Wo.)UK | Erstveröffentlichung: 10. November 2003  |
| 2004 | Stumble & Fall Up All Night                   | — | — | — | UK27 (3 Wo.)UK | Erstveröffentlichung: 26. Januar 2004    |
| 2004 | Golden Touch Up All Night                     | — | — | — | UK9 Platin · (7 Wo.)UK | Erstveröffentlichung: 13. Juni 2004      |
| 2004 | Vice Up All Night                             | — | — | — | UK18 (4 Wo.)UK | Erstveröffentlichung: 13. September 2004 |
| 2005 | Somewhere Else Up All Night                   | — | — | — | UK2 Silber · (22 Wo.)UK | Erstveröffentlichung: 11. April 2005     |
| 2006 | In the Morning Razorlight                     | — | — | — | UK3 Platin · (23 Wo.)UK | Erstveröffentlichung: 3. Juli 2006       |
| 2006 | America Razorlight                            | DE38 (16 Wo.)DE | AT17 (17 Wo.)AT | CH29 (25 Wo.)CH | UK1 ×2Doppelplatin · (27 Wo.)UK | Erstveröffentlichung: 2. Oktober 2006    |
| 2006 | Before I Fall to Pieces Razorlight            | — | — | — | UK17 Gold · (11 Wo.)UK | Erstveröffentlichung: 18. Dezember 2006  |
| 2007 | I Can’t Stop This Feeling I’ve Got Razorlight | — | — | — | UK44 (2 Wo.)UK | Erstveröffentlichung: 19. März 2007      |
| 2007 | Hold On Razorlight                            | — | — | — | — | Erstveröffentlichung: 9. Juli 2007       |
| 2008 | Wire to Wire Slipway Fires                    | DE3 Platin · (41 Wo.)DE | AT3 (27 Wo.)AT | CH8 (35 Wo.)CH | UK5 (7 Wo.)UK | Erstveröffentlichung: 27. Oktober 2008   |
| 2009 | Hostage of Love Slipway Fires                 | DE69 (7 Wo.)DE | — | — | — | Erstveröffentlichung: 12. Januar 2009    |

Weitere Singles
- 2018: Sorry?
- 2018: Japanrock
- 2018: Got to Let the Good Times Back Into Your Life
- 2018: Olympus Sleeping
- 2018: Carry Yourself
- 2019: Cops and Robbers
- 2020: Burn, Camden, Burn

## Auszeichnungen für Musikverkäufe
| Platin-Schallplatte - Europa - 2006: für das Album Razorlight - 2007: für das Album Up All Night | 3× Platin-Schallplatte - Irland - 2006: für das Album Razorlight |

Anmerkung: Auszeichnungen in Ländern aus den Charttabellen bzw. Chartboxen sind in ebendiesen zu finden.
| Land/RegionAuszeichnungen für Musikverkäufe (Land/Region, Auszeichnungen, Verkäufe, Quellen) | Silber  | Gold     | Platin       | Verkäufe    | Quellen           |
| -------------------------------------------------------------------------------------------- | ------- | -------- | ------------ | ----------- | ----------------- |
| Deutschland (BVMI)                                                                           | —       | Gold1    | Platin1      | 400.000     | musikindustrie.de |
| Europa (IFPI)                                                                                | —       | —        | 2× Platin2   | (2.000.000) | ifpi.org          |
| Irland (IRMA)                                                                                | —       | —        | 3× Platin3   | 45.000      | irishcharts.ie    |
| Österreich (IFPI)                                                                            | —       | Gold1    | —            | 10.000      | ifpi.at           |
| Vereinigtes Königreich (BPI)                                                                 | Silber1 | 2× Gold2 | 13× Platin13 | 5.600.000   | bpi.co.uk         |
| Insgesamt                                                                                    | Silber1 | 4× Gold4 | 19× Platin19 |             |                   |